# Struthanthus giovannae
Struthanthus giovannae är en tvåhjärtbladig växtart som beskrevs av C.T. Rizzini. Struthanthus giovannae ingår i släktet Struthanthus och familjen Loranthaceae. Inga underarter finns listade i Catalogue of Life.